# Membro Passo das Tropas
O Membro Passo das Tropas é uma camada geológica e pertence a formação Santa Maria e a camada acima pertence ao Membro Alemoa. Constitui-se basicamente de arenitos e siltitos.

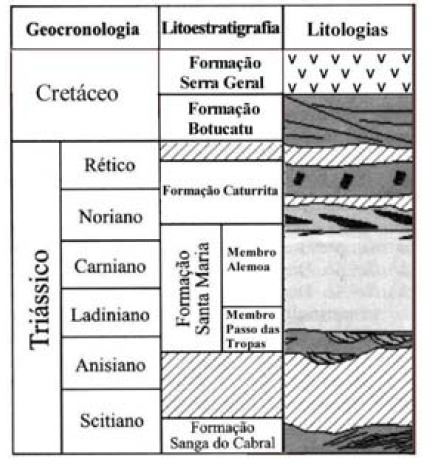
Formação Santa Maria. Fonte: UFSM.